# Ines Papert
Ines Papert, née le 5 avril 1974, est une grimpeuse alpine allemande ainsi qu'une championne du monde d'escalade glaciaire et mixte. Elle est connue pour ses récompenses en escalade de glaciaire et ses difficiles ascensions alpines. Elle a réalisé plusieurs premières ascensions et a battu des records féminins difficiles.

## Biographie
Ines Papert a grandi dans la ville de Bad Düben, en Saxe-du-Nord, en Allemagne. Elle vient d'une famille de musiciens ; elle joue du piano et du saxophone. Après avoir terminé ses études en tant que physiothérapeute, Ines a quitté en 1993 la Saxe, en Allemagne et a déménagé à Berchtesgaden, en Bavière, dans les Alpes. C'est seulement là qu'elle a découvert son intérêt pour les montagnes. Elle a commencé à apprendre la randonnée, le vélo et le ski avant de passer à l'escalade. Sa première ascension importante a été le Watzmann (2 713 m) en 1996, sommet le plus élevé entièrement situé en Allemagne. Son fils Emanuel naît 22 août 2000. En 2006, elle gagne la coupe du monde d'escalade de glace, et au fil des ans, elle a remporté la coupe du monde à trois reprises. Le 13 novembre 2013, elle effectue la première ascension du Likhu Chuli (6 719 m) au Népal et atteint le sommet par ses propres moyens. Ines a été la première femme à gravir un sommet coté M11.
Elle vit maintenant à Bayerisch Gmain (Haute-Bavière).

## Ascensions importantes
- 1997 : ascension de l'Aconcagua
- 1998 : expédition au Pérou, ascension du Nevado Pisco, de l'Alpamayo, de l'Artesonraju et Torre del Paron
- 1999 : The Nose à El Capitan de la vallée de Yosemite
- 2001 : première escalade d'une voie en 8 (cotation française)
- 2003 : face nord de l'Eiger, ascension de la voie Symphonie de liberté (alors la voie la plus difficile de la face) et Eiskletterrouten (mixte) de cotation M11
- 2004 : première escalade de la voie Schattenkönig (8b) dans les Alpes bavaroises
- 2006 : ascension de la voie Pellisier (8b) sur le face nord de la Cima Grande
- 2007 : première répétition de la voie mixte alors réputée la plus difficile du monde Law and Order  (M13)
- 2009 : première ascension de la voie Power of Silence (7c +, 11 longueurs) par la face sud du Middle Huey Spire dans le cirque des Parois impossibles (monts Logan, Canada)
- 2009 : ascension à vue du pilier sud-est de la tour de la Fleur de Lotus (6b) dans le cirque des Parois impossibles (monts Logan, Canada)
- 2010 : première ascension des voies mixtes Triple X (VIII, 8) sur le Ben Nevis et Bavarinthia (IX, 9), Cairngorms, Coire an Lochain en Écosse
- 2011 : Super Cirill 9 Seachängeroute au Parete di Sonlerto dans le Tessin (8a / 8a +)
- 2011 : Great Walls of China de 600 mètres d'altitude sur le mont Kyzyl Asker au Kirghizistan ; difficulté : ABO, WI 7+, M7
- 2012 : répétition de l'Illuminati M11+, d'une connexion WI 6+, près de Saint-Ulrich, Tyrol
- 2013 : première ascension de Likhu Chuli je au Népal, dont elle a fait l'ascension en solo[5].
- 2013 : première ascension de la voie Azazar (8a) dans la face sud-ouest de Tadrarate au Maroc.
- 2014 : voie Ohne Rauch stirbst du auch (8a) dans la face nord de la Cima Grande[6]
- 2015 : deuxième ascension de la voie mixte Holy Grail (M12, W15)
- 2016 : cinquième ascension de Riders on the Storm (7c A3) à la Torre Central (parc national Torres del Paine), Patagonie[7]
- octobre 2016 : réussite de l'ascension dans la face sud-est du Kyzyl Asker 5 842 m (Kirghizistan) d'une nouvelle voie Lost in China WI5+ M6 1 200 m de. Pour s'acclimater, elle a effectué la deuxième ascension et la première ascension en libre du Border Control WI5 M7 650 m du Great Wall of China, de 5 000 mètres, accompagnée de Luka Lindič[8].

## Récompenses en escalade glaciaire
Elle a remporté plus de 20 World Cup events.
| Année | Classement                                                                             |
| ----- | -------------------------------------------------------------------------------------- |
| 2000  | 2e place à la Coupe du monde à Saas Fee                                                |
| 2001  | 1re place à la Coupe du monde                                                          |
| 2002  | 2e place à la Coupe du monde                                                           |
|       | 1re place au Championnat du monde de Pitztal dans les catégories difficulté et vitesse |
| 2003  | 1re place à la Coupe du monde                                                          |
| 2004  | 1re place aux Championnats d'Europe (difficulté)                                       |
|       | 2e place du Ouray Ice Festival (et 1re place féminine)                                 |
| 2005  | 2e place aux Championnats du monde (difficulté) et la 1re place au bloc                |
|       | 1re place aux Championnats du monde                                                    |
|       | 1re place du Ouray Ice Festival                                                        |
| 2006  | 1re place à la Coupe du monde                                                          |
|       | 1re place de la Ouray speed climbing competition                                       |
| 2008  | 2e place du Ouray Ice Festival (et 1re place féminine)                                 |
| 2013  | 2e place du Ouray Elite Mixed Climbing Competition (et 1re place féminine)             |
|       | 1re place du Ouray Speed Climbing Competition                                          |